# Доусон, Джозеф
Джо́зеф До́усон (англ. Joseph Dawson; пред. 1 сентября 1888 — 15 апреля 1912) — 23-летний кочегар, погибший во время крушения лайнера «Титаник».
На протяжении 80 лет он был в числе безвестных жертв той катастрофы, пока в 1997 году в Голливуде Джеймс Кэмерон не снял фильм про гибель лайнера. По невероятному совпадению, одного из главных героев фильма зовут Джек Доусон. Персонаж в исполнении Леонардо Ди Каприо стал очень популярен, и когда стало известно о наличии на «Титанике» реального Джозефа Доусона, его могила под номером 227 на кладбище Фейрвей в Галифаксе (Новая Шотландия, Канада) стала более посещаемой, чем расположенная там же могила неизвестного ребёнка, который лишь в 2008 году был идентифицирован по ДНК как 19-месячный Сидней Лесли Гудвин.

## Биография

### Происхождение
Джозеф Доусон родился в сентябре 1888 года в дублинском квартале красных фонарей у Патрика Доусона и Кэтрин Мэйдден. Точная дата рождения Доусона неизвестна, так как не сохранилось никаких документов или свидетельства о его рождении. В то же время не сохранилось и записей, которые свидетельствовали бы о том, что родители на момент его рождения состояли в браке.
Патрик Доусон родился в 1854 году в Таллоу и был одним из четырёх сыновей кровельщика Томаса Доусона и его жены Мэри. Семья была верующей и происходила из древнейшего богатого ирландского клана Мак-Доухи (ирл.  MacDaithi), которым до конца XIV столетия принадлежали земли вокруг Таллоу, но после того как вслед за наследником Ричарда II Роже де Мортимером 10 июля 1398 года в Келлистауне был убит глава клана, Мак-Доухи лишились своих земель и были отправлены в изгнание. Поскольку фамилия Мак-Доухи с ирландского переводится как «Сын Давида», то есть «David’s son», то со временем, под воздействием английской колонизации, фамилия англизировалась в Dawson. К концу XIX века Доусоны по социальному статусу были нищими и стали арендаторами на тех землях, которыми когда-то владели их предки. Братья Патрика Томас, Уильям и Бернард пошли в семинарию, самого же Патрика священнослужение откровенно тяготило, и он вёл неподобающий священнику образ жизни. Он переехал в Дублин и начал работать там плотником.
К моменту рождения Джозефа и отец, и мать были вдовцами. Патрик в 24 года в 1878 году женился на изготовительнице корсетов Мэрианн Уолш (которая тоже была вдовой и имела на руках дочь Бэсси). В этом браке родились двое сыновей (единокровные старшие братья Джозефа) — Тимоти (родившийся в 1879 году и с годами ставший кровельщиком) и Джон (родившийся в 1881 году и ставший швейцаром). Мэрианн Уолш умерла 22 февраля 1883 года в 30 лет при рождении четвёртого ребёнка, который не выжил. Кэтрин Мэйден к моменту рождения Джозефа тоже имела за плечами брак, закончившийся смертью первого мужа, и у неё тоже был ребёнок. Пара поселилась в Саммерхилле неподалёку от места работы Патрика. Через четыре года появилась на свет сестра Джозефа Маргарет, рождение которой было всё же зарегистрировано и родители были указаны в свидетельстве.
В переписи ирландского населения на рубеже веков за апрель 1901 года есть запись о том, что Доусоны в тот период жили на севере Дублина на Ратланд-стрит в арендованной двухкомнатной квартире. В этой записи 12-летний Джозеф уже чётко указан как сын Патрика и Кэтрин, а сама Кэтрин записана как Кэти Доусон, хотя никаких свидетельств о регистрации брака между ней и Патриком не сохранилось.
Получив среднее образование, Джозеф изучал плотницкий бизнес отца, а также посещал иезуитский колледж Бельведер. В марте 1909 года Кэтрин умерла от рака молочной железы, после чего у Патрика началось хроническое безумие, и дядя Джозефа — отец Том — предложил Джозефу и Маргарет перебраться к нему в Биркенхед, расположенный недалеко от Ливерпуля. После переезда Маргарет пошла в служанки, а Джозеф завербовался в британскую армию, как это сделал за десять лет до того его брат Тимоти. Джозеф выбрал Медицинский корпус Королевской Армии, и там ему очень понравилось. На военной службе он начал заниматься боксом. Его полк был дислоцирован в Нетли, где находился один из крупнейших военных госпиталей Англии. Нетли находится всего в трёх милях от Саутгемптона.

### Титаник
30 июня 1911 года Джозеф Доусон получил на руки свидетельство о временном увольнении, в котором находился с 1 июля по 20-е. К тому моменту он уже слышал, что на богатых трансатлантических лайнерах платят хорошие деньги тем, кто не боится тяжёлой работы, но окончательно его заразил морем кочегар Артур Джон Прист, с которым он познакомился во время предыдущего увольнения в одном из баров Саутгемптона. У Приста была сестра Нелли, которая стала возлюбленной Джозефа. Когда временное увольнение закончилось, Джозеф переехал к Пристам на Брайтон-Стрит 17.

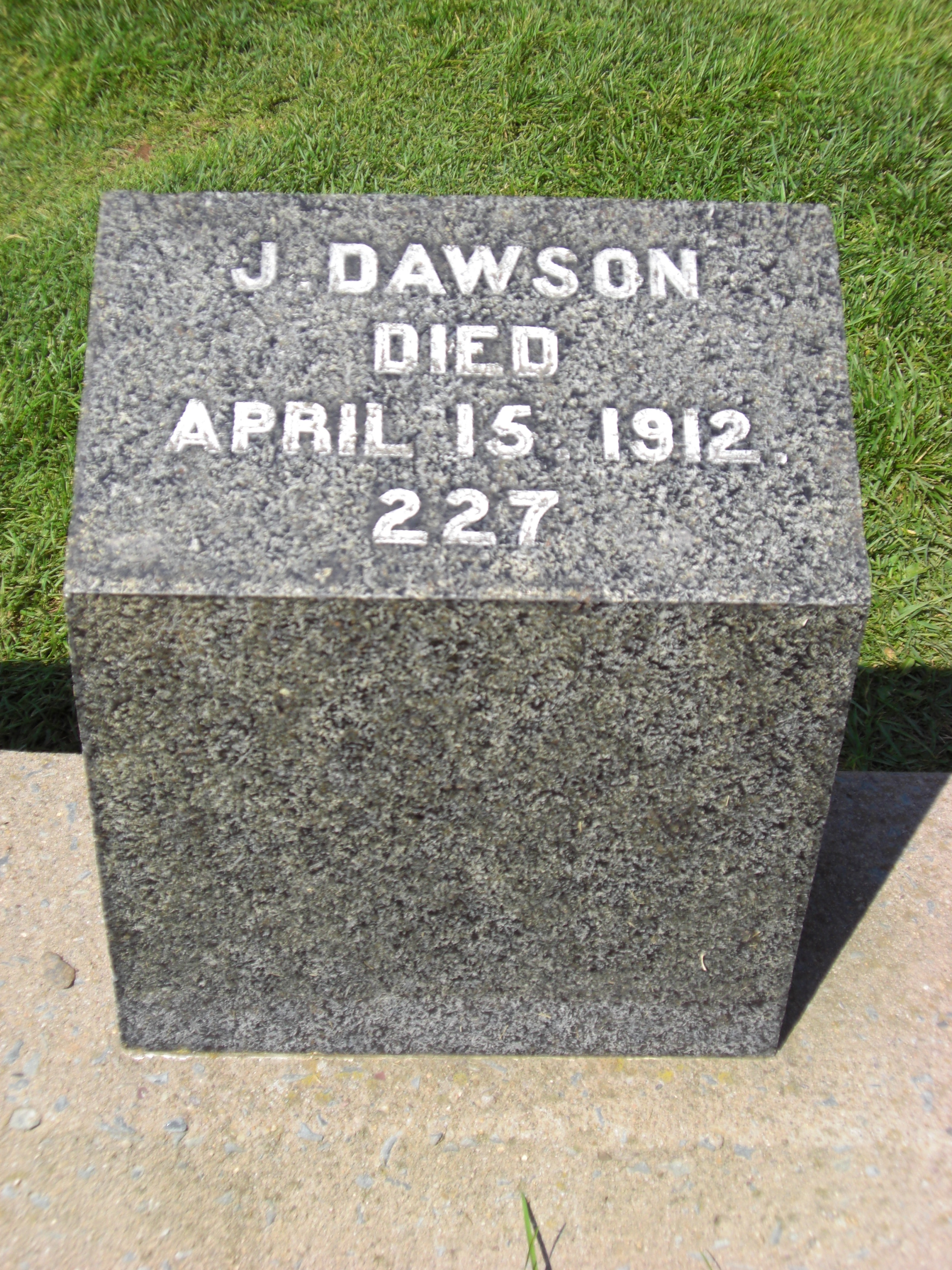
Могила Джозефа Доусона на кладбище Фейрвей, 2008 год

Поплавав на «Маджестике», Доусон спустя несколько месяцев оказался вместе с Пристом на борту «Титаника», где выполнял очень тяжёлую работу триммера, которые должны были рассортировывать груды угля в машинном отделении возле котлов так, чтобы другим кочегарам было удобнее зачерпывать уголь лопатами. Где был Джозеф во время потопления — неизвестно. Вероятно, он, как и те кочегары, что успели выбраться из машинного отделения, но не успели сесть в шлюпки, в итоге оказался на корме, откуда спрыгнул в воду. Его тело было найдено судном «Маккей-Беннет». У Джозефа отсутствовала обувь: рабочая обувь кочегаров лайнера была очень тяжёлой и многие кочегары, прежде чем оказаться в воде, сняли её, чтобы она не утянула их на дно. Тело пронумеровали 227 номером и частично опознали благодаря наличию в кармане рубашки профсоюзного билета кочегаров под номером 35638. Выдержка из отчёта:

№ 227, МУЖЧИНА, ПРИМЕРНЫЙ ВОЗРАСТ — 30 ЛЕТ, СВЕТЛЫЕ ВОЛОСЫ И УСЫ.
ОДЕЖДА — Рабочие брюки-комбинезон; серая рубашка.
НЕТ НИКАКИХ ОПОЗНАВАТЕЛЬНЫХ МЕТОК НА ОДЕЖДЕ ИЛИ ТЕЛЕ.
ИМУЩЕСТВО — N. S. & S. Union 35638.
УГЛЕПОГРУЗЧИК.
ИМЯ — ДЖЕЙМС ДОУСОН, 17 Брайтон-Ст. 17, Саутгемптон.
8 мая 1912 года тело было захоронено в Галифаксе (Канада) на кладбище Фейрвей. Поскольку на карточке были только инициалы «J. Dawson», то это же имя было выбито на надгробии (из-за этого, когда в конце 1990-х разразился интерес к его персоне, его ошибочно именовали то Джеком, то Джорджем). По неизвестным причинам никто из родственников Джозефа не потребовал его тела и, судя по всему, никому из них долгое время даже не говорили, что его тело найдено или что он вообще погиб, из-за чего не нашлось никого, кто мог бы предоставить захоронителям нужную информацию и поэтому, помимо инициалов, на надгробии значится только дата смерти. Отец Джозефа умер в 1931 году в полной нищете, находясь на попечении церкви.
Есть версия, что незадолго до злополучного рейса Джозеф и Нелли Прист вступили в брак, однако нет никаких доказательств этого ни в газетных сообщениях за 1911—1912 годы, ни в городских архивах Саутгемптона. Эта версия появилась благодаря сохранившемуся письму-соболезнованию, которое «White Star Line» прислала в Саутгемптон на Брайтон-Стрит 17 Нелли, причём адресовано оно было «госпоже Джозеф Доусон». Письмо было прислано на этот адрес, потому что Джозеф указал его в профсоюзном билете, хотя в качестве родного города указал Дублин, Ирландия. 24-летний Артур Прист спасся, предположительно на шлюпке № 15. Вместе с Вайолет Джессоп он стал счастливчиком, который присутствовал на борту «Олимпика» 20 сентября 1911 года (когда тот из-за неудачного маневрирования столкнулся с крейсером «Хоук») и на борту «Британника» 21 ноября 1916 года (когда тот подорвался на мине). Он умер в Саутгемптоне на Брайтон-Стрит от пневмонии в 1937 году.

## Джек Доусон
По словам Джеймса Кэмерона, он ничего не знал о существовании Джозефа Доусона и имя Джек Доусон, что называется, взял с потолка. Тем не менее есть факт, который немного связывает выдуманного Доусона с реальностью: в фильме Джек Доусон знакомится с ирландским пассажиром 3-го класса Томасом Раяном, который позже был застрелен офицером Уильямом Мёрдоком. В свою очередь на реальном «Титанике» одного из стюардов 3-го класса звали Том Райан. Ему было 27 лет и он родился на Джерси (при поступлении на «Титаник» в качестве домашнего адреса указал Саутгемптон, Альберт-Роуд, 87). Райан тоже погиб, но, в отличие от Джозефа, его тело если и было найдено, то оказалось в числе неопознанных.